# 후쿠오카현 제3구
후쿠오카현 제3구(福岡県 第3区)는 일본의 중의원 선거구이다. 1994년 공직선거법으로 신설되었다.

## 지역
- 후쿠오카시
  - 니시구
  - 조난구 일부
  - 사와라구
- 이토시마시